# Nagyfogú csiga
A nagyfogú csiga vagy fehérajkú kétfogúcsiga (Perforatella bidentata) európai elterjedésű, vizes talajú erdőkben élő, szárazföldi csigafaj.

## Megjelenése

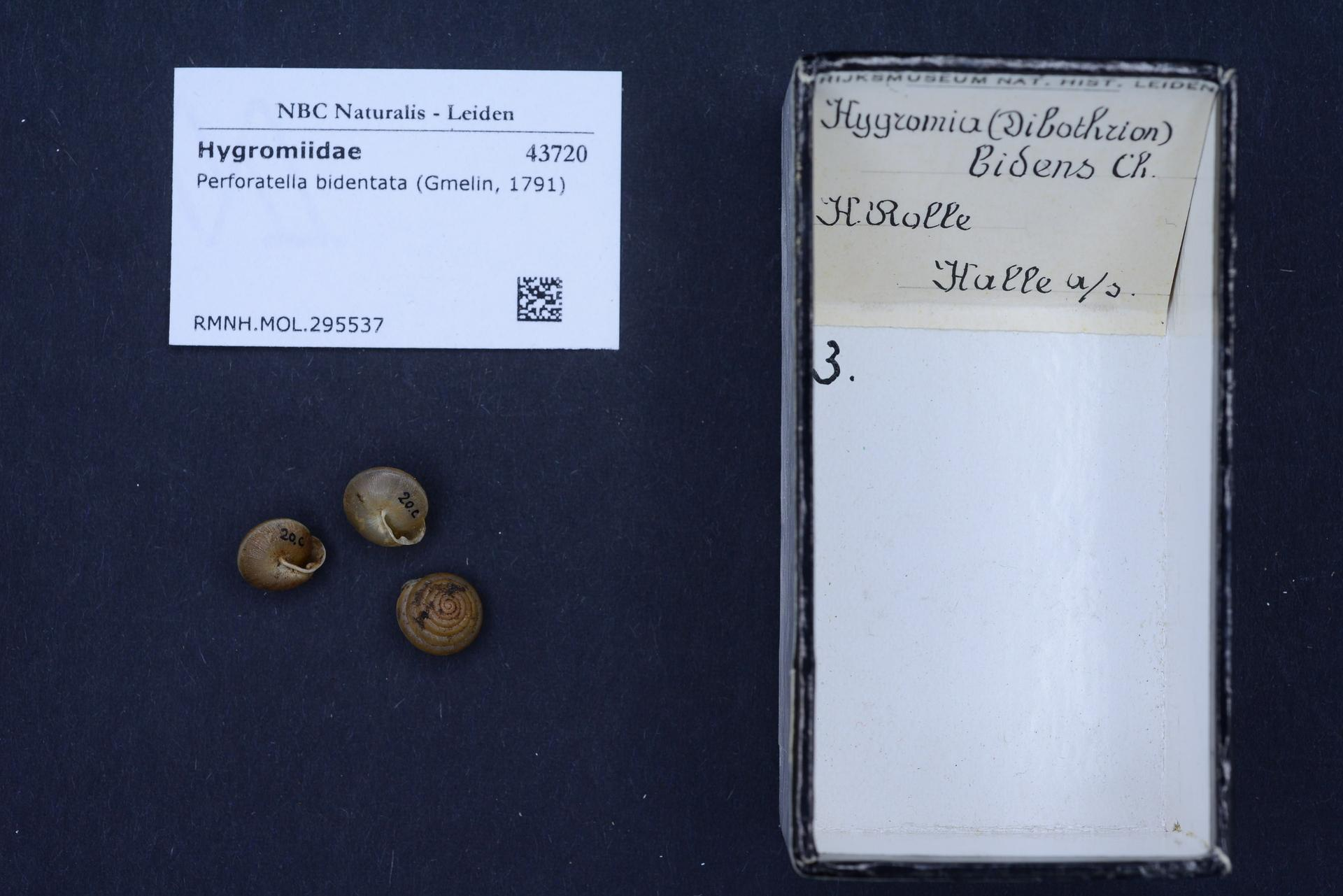
A Leideni Természetrajzi Múzeum gyűjteményében

A nagyfogú csiga háza lapított kúp alakú, alul lekerekedő; 5–7 mm magas és 6,5–9 mm széles. 7-8 szorosan feltekert, domború kanyarulata között sekély varratok találhatók. Héja halványbarna vagy szaruszínű, áttetsző, finoman, szabályosan rovátkolt. A ház kerületén és a varrat mellett egy-egy világos sáv fut körbe. Szájadéka félhold formájú, ferde állású, alul és felül lapos. Erős, fehér színű ajakduzzanata van, amelynek alsó oldalán két nagy, fogszerű nyúlvány emelkedik ki. Köldöke nagyon szűk és szinte teljesen eltakarja a szájadék pereme. Az állat szürkésfekete, csápjai hosszúak. 

## Elterjedése
Európai faj, elterjedési területe nyugaton Franciaországig, északon Dél-Svédországig, keleten Oroszországban Novgorod térségéig, délen az Alpokig, Magyarországig és Romániáig terjed. Magyarországon a Nyugat- és Délnyugat-Dunántúlról és Bátorligetről ismert.

## Életmódja
A nedves talajú erdőket, ártéri égereseket, vízpartokat kedveli, ahol az avarban vagy korhadó fatörzsek alatt lehet rátalálni. Főleg éjjel aktívak. Szaporodási időszaka (lengyelországi megfigyelés szerint) májustól szeptemberig tart. A hermafrodita csigák este párzanak, ami 20 percig is eltarthat. Négy héttel később 5-15 másfél mm-es petét raknak az avar alá vagy a talaj felső rétegébe. A peték 1-4 hét alatt kelnek ki; az újszülött csigák havonta 0,7 kanyarulatnyit nőnek. Télre elérik a 3,2-4,1 kanyarulatnyi méretet. Az ivarérettséget a következő évre érik el, élettartamuk 3 év.
Magyarországon védett, természetvédelmi értéke 5 000 Ft.

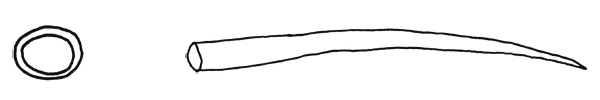
Párzáskor használt "szerelemnyila"